# گل‌چاه
گل‌چاه روستایی در دهستان کورین بخش کورین شهرستان زاهدان استان سیستان و بلوچستان ایران است.

## جمعیت
بر پایه سرشماری عمومی نفوس و مسکن در سال ۱۳۹۵ جمعیت این روستا ۱٬۱۴۳ نفر (۲۸۷خانوار) بوده‌است.